# Красномыльское
Красномыльское — село в Шадринском районе Курганской области. Административный центр Красномыльского сельсовета.

## История
До 1917 года центр Красномыльской волости Шадринского уезда Пермской губернии. По данным на 1926 год состояло из 317 хозяйств. В административном отношении являлось центром Красномыльского сельсовета Шадринского района Шадринского округа Уральской области.

## Население
| 1989 | 2002 | 2010 |
| ---- | ---- | ---- |
| 813  | ↘796 | ↘793 |

По данным переписи 1926 года в селе проживало 1454 человека (682 мужчины и 772 женщины), в том числе: русские составляли 99 % населения.
Согласно результатам Всероссийской переписи населения 2002 года, в национальной структуре населения русские составляли 94 %.